# Copa Santiago de Futebol Juvenil
A Copa Santiago de Futebol Juvenil, também conhecida como Torneio Internacional de Futebol Juvenil Romeu Goulart Jacques, é uma competição internacional de futebol Sub-17, disputada anualmente na cidade brasileira de Santiago, no Rio Grande do Sul.
Organizada pelo Futebol Cruzeiro de Santiago, a competição leva o nome do fundador do clube, tenente Romeu Goulart Jacques. Disputada desde 1989, foi reconhecida pela CBF, em 1993, e pela FIFA, no ano seguinte. Os jogos são disputados em Santiago, no Estádio José Francisco Gorski (antigo Alceu Carvalho) de propriedade do Cruzeiro Esporte Clube de Santiago, com capacidade para 5.000 pessoas e, eventualmente, também disputado em sub-sedes próximas a cidade.

## História
No ano de 1989 o Futebol Cruzeiro de Santiago, através de ideia do seu então treinador Edson Roberto Xarão Machado, resolveu promover um torneio internacional para a categoria juvenil (Sub-17). Foi então que iniciou-se a Copa Romeu Goulart Jacques (primeiro nome da competição), em homenagem ao fundador do clube organizador.
Após quatro edições disputadas, no ano de 1993, o Torneio Internacional de Futebol Juvenil passou a ser reconhecido oficialmente pela Confederação Brasileira de Futebol (CBF) e, no ano seguinte, também reconhecida pela Federação Internacional de Futebol (FIFA). Ainda no mesmo ano do reconhecimento pela instituição internacional que dirige o futebol no mundo, houve a integração da competição juvenil com os clubes dos países do Mercosul. Ainda no mesmo ano a integração se expandiu com a participação da Seleção Juvenil de Futebol da República Popular da China.
Até a décima terceira edição a competição era oficialmente denominada "Torneio Internacional de Futebol Juvenil Romeu Goulart Jacques", com a chegada do novo século, foi renomeada para o nome atual.
A Copa Santiago de Futebol Juvenil, apesar de ser uma copa reconhecidamente organizada pelo Futebol Cruzeiro de Santiago, o clube conta com o apoio dos seguintes órgãos:
- Prefeitura Municipal de Santiago – "Cidade Educadora";
- Exército Brasileiro, através do Comando da 1ª Brigada de Cavalaria Mecanizada e de suas Unidades subordinadas, sediadas no Município;
- Brigada Militar do Rio Grande do Sul, através do 5º Regimento de Polícia Montada, sediado no Município;
- Federação Gaúcha de Futebol;
- FUNDERGS.

## Mídia
As rádios Santiago, Verdes Pampas e Nova FM, transmitem jogos e informações sobre o torneio. Em 2020, ganhou transmissão dos jogos pela TVE e TV Brasil.

## Campeões

### Títulos por clube
| Pos  | Clube                   | Títulos | Vices | Semifinais |
| ---- | ----------------------- | ------- | ----- | ---------- |
| 1.º  | Internacional           | 14      | 2     | 6          |
| 2.º  | Grêmio                  | 7       | 7     | 11         |
| 3.º  | Palmeiras               | 3       | 2     | 1          |
| 4.º  | Cruzeiro                | 2       | 1     | 4          |
| 5.º  | Nacional                | 2       | —     | 1          |
| 6.º  | Fluminense              | 1       | 1     | —          |
| 7.º  | Cruzeiro de Santiago    | 1       | —     | 2          |
| 8.º  | Atlético Mineiro        | 1       | —     | —          |
| 8.º  | Independiente del Valle | 1       | —     | —          |
| 8.º  | Matsubara               | 1       | —     | —          |
| 11.º | Criciúma                | —       | 4     | —          |
| 12.º | Athletico Paranaense    | —       | 2     | 2          |
| 13.º | Vitória                 | —       | 2     | 1          |
| 14.º | Juventude               | —       | 1     | 2          |
| 15.º | América Mineiro         | —       | 1     | 1          |
| 15.º | Avaí                    | —       | 1     | 1          |
| 15.º | Corinthians             | —       | 1     | 1          |
| 15.º | Goiás                   | —       | 1     | 1          |
| 15.º | Independiente           | —       | 1     | 1          |
| 20.º | Coritiba                | —       | 1     | —          |
| 20.º | Danubio                 | —       | 1     | —          |
| 20.º | Gama                    | —       | 1     | —          |
| 20.º | Juventus                | —       | 1     | —          |
| 20.º | São Paulo               | —       | 1     | —          |
| 20.º | Seleção Chinesa         | —       | 1     | —          |
| 26.º | Defensor Sporting       | —       | —     | 2          |
| 27.º | Belgrano                | —       | —     | 1          |
| 27.º | Cerro Porteño           | —       | —     | 1          |
| 27.º | Flamengo                | —       | —     | 1          |
| 27.º | Guaraní                 | —       | —     | 1          |
| 27.º | Lanús                   | —       | —     | 1          |
| 27.º | LDA                     | —       | —     | 1          |
| 27.º | Monterrey               | —       | —     | 1          |
| 27.º | São José                | —       | —     | 1          |
| 27.º | Tubarão                 | —       | —     | 1          |

### Títulos por federação
| Pos  | Cidade            | Títulos | Vices | Semifinais |
| ---- | ----------------- | ------- | ----- | ---------- |
| 1.º  | Rio Grande do Sul | 23      | 10    | 22         |
| 2.º  | São Paulo         | 3       | 5     | 2          |
| 3.º  | Minas Gerais      | 3       | 2     | 5          |
| 4.º  | Uruguai           | 2       | 1     | 3          |
| 5.º  | Paraná            | 1       | 3     | 2          |
| 6.º  | Rio de Janeiro    | 1       | 1     | 1          |
| 7.º  | Equador           | 1       | —     | —          |
| 8.º  | Santa Catarina    | —       | 5     | 2          |
| 9.º  | Bahia             | —       | 2     | 1          |
| 10.º | Argentina         | —       | 1     | 3          |
| 11.º | Goiás             | —       | 1     | 1          |
| 12.º | China             | —       | 1     | —          |
| 12.º | Distrito Federal  | —       | 1     | —          |
| 14.º | Paraguai          | —       | —     | 2          |
| 15.º | Costa Rica        | —       | —     | 1          |
| 15.º | México            | —       | —     | 1          |

## Jogadores notáveis
| Jogador           | Clube                    | Ano         |
| ----------------- | ------------------------ | ----------- |
| Anderson          | Grêmio                   | 2004        |
| Ânderson Polga    | Cruzeiro de Santiago     | 1995        |
| Alexandre Pato    | Internacional            | 2005        |
| Argel Fucks       | Internacional            | 1992        |
| Caíco             | Internacional            | 1992        |
| Carlos Alberto    | Fluminense               | 2001        |
| Carlos Eduardo    | Grêmio                   | 2004        |
| Carlos Miguel     | Grêmio                   | 1989 e 1990 |
| Dagoberto         | PSTC                     | 2000        |
| Daniel Carvalho   | Internacional            | 1999        |
| Danrlei           | Grêmio                   | 1989        |
| David Luiz        | Vitória                  | 2005        |
| Diego Souza       | Fluminense               | 2002        |
| Douglas Costa     | Grêmio                   | 2006        |
| Emerson           | Brasil de Pelotas        | 1993        |
| Fábio             | União Bandeirante        | 1997        |
| Fábio Rochemback  | Internacional            | 1999        |
| Felipe            | Vitória                  | 2002        |
| Fernando Baiano   | Corinthians              | 1997        |
| Hulk              | Vitória                  | 2004        |
| Jádson            | PSTC                     | 2000        |
| Kléber            | Corinthians              | 1997        |
| Kléber Gladiador  | São Paulo                | 2001        |
| Li Tie            | Seleção Juvenil da China | 1994        |
| Lucas Leiva       | Grêmio                   | 2004        |
| Luisão            | Juventus-SP              | 1999        |
| João Moraes       | Internacional            | 2005        |
| Maicon            | Criciúma                 | 1999        |
| Nilmar            | Internacional            | 2001        |
| Rafael Sobis      | Internacional            | 2002 e 2003 |
| Rambert           | Independiente            | 1992        |
| Roger             | Grêmio                   | 1993        |
| Ronaldinho Gaúcho | Grêmio                   | 1996 e 1997 |
| Scheidt           | Grêmio                   | 1993        |
| Sebá Dominguez    | Newell's Old Boys        | 1998        |
| Vágner Love       | Palmeiras                | 2001        |
| Werley            | Atlético Mineiro         | 2006        |